# جنس دستوری

جنس دستوری در زبان اسپانیایی

جنسِ دستوری در زبان‌شناسی، یک تمایزِ دستوری است که در برخی از زبان‌ها، تقسیم‌بندی واژه‌ها را برپایهٔ ویژگی‌های تصریفی و مطابقت، به مقوله‌هایی نظیر مذکر، مؤنث یا خنثی ممکن می‌سازد و منحصر به اسم‌هایی نیست که جنسِ ذاتی دارند. بر اساس یک تعریف: جنس، سطحی از اسم است که در رفتارِ مرتبط با واژه‌ها منعکس می‌شود.

## جنسِ دستوری و جنسِ زیست‌شناختی
جنسِ دستوری الزاماً منعکس‌کنندهٔ جنسِ زیست‌شناختی نیست. نخست اینکه، در زبان‌هایی که این تمایز را دارند، اسم‌های اشیای بی‌جان و اسم‌های معنا، که مذکر و مؤنث دربارهٔ آنها مطرح نیست، از نظر جنس، متمایز می‌شوند. به طور مثال، در زبان عربی، جسم (تن) مذکر، نفس (روان) مؤنث، رأس (سر) مذکر و رجل (پا) مؤنث است. دوم اینکه، در زبان واحد، اشیا و پدیده‌های نزدیک‌به‌هم، که از یک مقوله‌اند، بدون هیچ دلیلی، جنس متفاوت دارند. مثلاً، در زبان آلمانی، Löffel (قاشق) مذکر است، اما Gabel (چنگال) مؤنث و Messer (کارد) خنثی. سوم اینکه، اسم اشیا و پدیده‌های واحد در زبان‌های مختلف اغلب جنس متفاوت دارد. به طور مثال، در زبان فرانسوی، soleil (خورشید) مذکر است و lune (ماه) مؤنث. اما در زبان عربی، قمر (ماه) مذکر است و شمس (خورشید) مؤنث.